# Dos Bocas
Dos Bocas är en ort i Mexiko.   Den ligger i kommunen Medellín och delstaten Veracruz, i den sydöstra delen av landet, 300 km öster om huvudstaden Mexico City. Dos Bocas ligger 18 meter över havet och antalet invånare är 192.
Terrängen runt Dos Bocas är mycket platt. Runt Dos Bocas är det mycket tätbefolkat, med 2 614 invånare per kvadratkilometer. Närmaste större samhälle är Veracruz, 13,2 km norr om Dos Bocas. 